# Konrad Schwaiger
Konrad K. Schwaiger (ur. 25 kwietnia 1935 w Bruchsal, zm. 11 stycznia 2021 w Weingarten (Baden)) – niemiecki polityk, prawnik i urzędnik, poseł do Parlamentu Europejskiego IV i V kadencji.

## Życiorys
Studiował prawo, ekonomię i językoznawstwo na uniwersytetach m.in. w Heidelbergu, Montpellier i Cambridge. W 1957 zdał państwowy egzamin prawniczy I stopnia, a w 1962 II stopnia. W tym samym roku uzyskał doktorat w zakresie nauk prawnych.
Od 1964 do 1994 z przerwami pracował w administracji kraju związkowego Badenia-Wirtembergia. Był m.in. dyrektorem reprezentującym ten region w Europejskim Komitecie Ekonomiczno-Społecznym. W latach 1990–1992 pełnił funkcję sekretarza stanu w Ministerstwie Gospodarki kraju związkowego Saksonia-Anhalt. W 1977 wstąpił do Unii Chrześcijańsko-Demokratycznej, zajmował się w ramach partii kwestiami europejskimi.
W 1994 i w 1999 z listy CDU uzyskiwał mandat deputowanego do Parlamentu Europejskiego. Był m.in. członkiem grupy chadeckiej, pracował w Komisji Przemysłu, Handlu Zewnętrznego, Badań Naukowych i Energii. W PE zasiadał do 2004. Pozostał później aktywnym działaczem chadecji.